# Hiroyuki Sawano
Hiroyuki Sawano (澤野 弘之, Sawano Hiroyuki), né le 12 septembre 1980 à Tokyo, est un compositeur et musicien japonais principalement reconnu pour ses compositions d'anime, de drama et de films japonais.  Entre 2006 et 2017, il fut représenté par le label Legendoor ; il est actuellement sous contrat avec le label VV-ALKLINE,.
En 2014, il initie un projet musical personnel axé sur le chant, sous le nom de « SawanoHiroyuki[nZk] ».

## Biographie
Il commença à jouer du piano dès l'école primaire, à l'âge de 17 ans il commença à étudier la composition, l'arrangement, l'orchestration et le piano avec comme professeur, Nobuchika Tsuboi. Il est devenu actif en tant que compositeur depuis 2004.
En 2014, il a lancé un nouveau projet de chant vocal sous le nom de « SawanoHiroyuki[nZk] », produisant le premier album UnChild avec Aimer comme chanteuse sous le nom « SawanoHiroyuki[nZk]:Aimer ». Depuis lors, ses chansons sous ce projet de chant vocal ont également été utilisées comme opening et ending pour divers anime, tel que Aldnoah.Zero, Seraph of the End et Mobile Suit Gundam Unicorn RE:0096. Le projet de Sawano est transféré au label SACRA MUSIC sous Sony Music Entertainment Japan en avril 2017.
Le 2 juillet 2017, le contrat de Sawano avec Legendoor a pris fin après environ 12 ans de collaboration. Il est maintenant représenté par V-ALKALINE.

## Compositions

### Anime
| Année | Titre                                                     | Rôle(s) |
| ----- | --------------------------------------------------------- | --- |
| 2006  | Soul Link                                                 | Compositeur |
| 2006  | Yoake mae yori ruriiro na: Crescent Love                  | Compositeur; compositeur et arrangeur de l'opening |
| 2006  | Project Blue Earth SOS                                    | Créateur de musique vidéo promotionnelle |
| 2007  | Kishin Taisen Gigantic Formula                            | Compositeur |
| 2007  | Zombie-Loan                                               | Compositeur |
| 2009  | Sengoku Basara: Samurai Kings (en)                        | Compositeur |
| 2010  | Mobile Suit Gundam Unicorn                                | Compositeur; compositeur, arrangeur et parolier de la 6e chanson thème                                                                                                   |
| 2010  | Sengoku Basara II (en)                                    | Compositeur |
| 2011  | Blue Exorcist                                             | Compositeur |
| 2011  | Sengoku Basara: The Last Party (en)                       | Compositeur |
| 2011  | Guilty Crown                                              | Compositeur |
| 2012  | Blue Exorcist, le film                                    | Compositeur |
| 2013  | L'Attaque des Titans (saison 1),                          | Compositeur |
| 2013  | Kill la Kill                                              | Compositeur |
| 2014  | ΛLDNOΛH.ZERO                                              | Compositeur; compositeur, arrangeur et parolier de l'ending |
| 2014  | Seven Deadly Sins                                         | Compositeur (avec d'autres titres par Takafumi Wada) |
| 2015  | Seraph of the End,                                        | Compositeur, producteur de la musique; compositeur et arrangeur de l'opening et de l'ending (avec d'autres titres de Takafumi Wada, Asami Tachibana et Megumi Shiraishi) |
| 2016  | Kabaneri of the Iron Fortress                             | Compositeur; compositeur, arrangeur et parolier de l'ending |
| 2016  | Mobile Suit Gundam Unicorn RE:0096                        | Compositeur; compositeur, arrangeur et parolier de l'opening et de l'ending                                                                                              |
| 2016  | Seven Deadly Sins: Signs of Holy War                      | Compositeur (avec d'autres titres par Takafumi Wada) |
| 2017  | Blue Exorcist: Kyoto Saga                                 | Compositeur (avec d'autres titres par Kohta Yamamoto) |
| 2017  | L'Attaque des Titans (saison 2)                           | Compositeur |
| 2017  | Re:Creators,                                              | Compositeur; compositeur des opening |
| 2017  | Kabaneri of the Iron Fortress Part 1: Tsudō Hikari        | Compositeur |
| 2018  | Seven Deadly Sins: Revival of The Commandments            | Compositeur (avec d'autres titres par Kohta Yamamoto) |
| 2018  | Seven Deadly Sins: Prisoners of The Sky                   | Compositeur (avec d'autres titres par Takafumi Wada, Asami Tachibana, Kohta Yamamoto)                                                                                    |
| 2018  | Mobile Suit Gundam Narrative                              | Compositeur |
| 2018  | L'Attaque des Titans (saison 3 part 1)                    | Compositeur |
| 2019  | L'Attaque des Titans (saison 3 part 2)                    | Compositeur |
| 2020  | L'Attaque des Titans (saison 4)                           | Compositeur (avec d'autres titres par Kohta Yamamoto) |
| 2021  | 86: Eighty-Six                                            | Compositeur (avec d'autres titres par Kohta Yamamoto) |
| 2021  | Mobile Suit Gundam L'éclat de Hathaway                    | Compositeur |
| 2022  | Bleach: Thousand Year Blood War (Ending ep : 7) - Saihate | Compositeur |
| 2024  | Solo Leveling                                             | Compositeur |
| 2025  | To Be Hero X                                              | Compositeur avec KOHTA YAMAMOTO, Hidefumi Kenmochi, DAIKI(AWSM.), Shuhei Mutsuki, Hideyuki Fukasawa, Misaki Umase, et Ryuichi Takada(MONACA)                             |

### Drama
| Année | Titre                                      | Rôle(s)                                                                            |
| ----- | ------------------------------------------ | ---------------------------------------------------------------------------------- |
| 2006  | Ns' Aoi                                    | Compositeur (avec d'autres titres par Yuko Fukushima)                              |
| 2006  | Team Medical Dragon                        | Compositeur (avec d'autres titres par Shin Kono)                                   |
| 2006  | Taiyō no uta                               | Compositeur                                                                        |
| 2007  | Tokyo Tower: Mom and Me, and Sometimes Dad | Compositeur (avec d'autres titres par Shin Kono)                                   |
| 2007  | Kodoku no Kake ~Itoshiki Hito yo~          | Compositeur                                                                        |
| 2007  | Team Medical Dragon 2                      | Compositeur (avec d'autres titres par Toshiaki Matsumoto & Steve Vai)              |
| 2008  | Binbō danshi                               | Compositeur                                                                        |
| 2008  | NHK Special: Miracle Body                  | Compositeur                                                                        |
| 2008  | 81diver                                    | Compositeur                                                                        |
| 2008  | Maō                                        | Compositeur                                                                        |
| 2008  | The Sunday NEXT                            | Compositeur et arrangeur pour le thème principal                                   |
| 2008  | Prisoner                                   | Compositeur                                                                        |
| 2009  | Triangle                                   | Compositeur (avec d'autres titres par Yuki Hayashi, Hiromi Uehara et Kazumasa Oda) |
| 2009  | Sunday Sports                              | Compositeur pour l'opening et l'ending                                             |
| 2009  | BOSS                                       | Compositeur (avec d'autres titres par Takafumi Wada & Yuki Hayashi)                |
| 2009  | My Girl                                    | Compositeur (avec d'autres titres par Takafumi Wada)                               |
| 2010  | Massugu na Otoko                           | Compositeur (avec d'autres titres par Takafumi Wada)                               |
| 2010  | Team Medical Dragon 3                      | Compositeur (avec d'autres titres par Shin Kono & Ai)                              |
| 2010  | Marks no Yama                              | Compositeur                                                                        |
| 2011  | BOSS 2nd Season                            | Compositeur (avec d'autres titres par Takafumi Wada & Yuki Hayashi)                |
| 2011  | Marumo no Okite                            | Compositeur (avec d'autres titres par Yutaka Yamada)                               |
| 2012  | Suitei Yūzai                               | Compositeur (avec d'autres titres par Takafumi Wada & Kengo Tokusashi)             |
| 2013  | Itsuka Hi no Ataru Basho de                | Compositeur (avec d'autres titres par Takafumi Wada & Kengo Tokusashi)             |
| 2013  | Lady Joker                                 | Compositeur (avec d'autres titres par Shuichiro Fukuhiro)                          |
| 2013  | LINK                                       | Compositeur (avec d'autres titres par Asami Tachibana)                             |
| 2015  | Mare                                       | Compositeur                                                                        |
| 2016  | Thunderbolt Fantasy                        | Compositeur                                                                        |
| 2017  | CRISIS                                     | Compositeur (avec d'autres titres par Kohta Yamamoto)                              |

### Films
| Année | Titre                                 | Rôle(s) |
| ----- | ------------------------------------- | --- |
| 2006  | Catch a Wave                          | Compositeur, arrangeur pour une piste en collaboration avec DEPAPEPE (arrangé en collaboration avec DEPAPEPE et Taichi Nakamura) |
| 2007  | Happily Ever After                    | Compositeur |
| 2008  | Kage-Hinata ni Saku                   | Compositeur |
| 2010  | Higanjima: Escape from Vampire Island | Compositeur |
| 2010  | Box!                                  | Compositeur |
| 2013  | Platina Data                          | Compositeur |
| 2019  | Promare                               | Compositeur |
| 2022  | Bubble                                | Compositeur |
| 2022  | One Piece Film : Red                  | Compositeur de la musique "Tot Musica" chantée par le personnage de Uta, interprétée par Ado.                                    |

### Jeux vidéo
| Année | Titre                                      | Rôle(s)             |
| ----- | ------------------------------------------ | ------------------- |
| 2012  | Mobile Suit Gundam Unicorn                 | Compositeur         |
| 2014  | 3594ε                                      | Compositeur         |
| 2015  | Xenoblade Chronicles X                     | Compositeur         |
| 2016  | Soul Reverse Zero                          | Compositeur         |
| 2019  | League of Legends                          | Compositeur         |
| 2025  | Xenoblade Chronicles X: Definitive Edition | Compositeur         |
| 2025  | Mecha BREAK                                | Compositeur Trailer |

## Discographie

### Hiroyuki Sawano

#### Albums

##### Albums originaux
| Année                                                   | Titre  | Détails de l'album                                                                                               | Meilleure position de l'Oricon |
| ------------------------------------------------------- | ------ | --- | ------------------------------ |
| 2009                                                    | musica | - Date de sortie : 7 juillet 2009 - Label : UNIVERSAL SIGMA (UMCK-1320) - Formats : CD, téléchargement numérique | —                              |
| "—" désigne les morceaux qui ne pouvaient être classés. |        | |                                |

##### Compilations
| Année | Titre                    | Détails de l'album | Meilleure position de l'Oricon |
| ----- | ------------------------ | --- | ------------------------------ |
| 2015  | BEST OF SOUNDTRACK [emU] | - Date de sortie : 9 septembre 2015 - Label : SME Records (SECL-1754) - Formats : CD, CD+DVD, téléchargement numérique | 13                             |

#### Singles
| Année                                                   | Titre | Meilleure position de l'Oricon | Album                                              |
| ------------------------------------------------------- | --- | ------------------------------ | -------------------------------------------------- |
| 2014                                                    | YAMANAIAME - Date de sortie : 19 novembre 2014 - Label : Pony Canyon (PCCG-01440) - Formats : CD, téléchargement numérique  | 55                             | Attack on Titan Saison 2 Original Soundtrack       |
| 2015                                                    | theDOGS - Date de sortie : 1er juillet 2015 - Label : Pony Canyon (PCCG-01477) - Formats : CD, téléchargement numérique     | 55                             | Attack on Titan Saison 2 Original Soundtrack       |
| 2016                                                    | βiοç <MK+nZk Version> / Ω - Date de sortie : 27 avril 2016 - Label : Aniplex (MD15-0193001) - Formats : Vinyle 7"           | —                              | Guilty Crown Complete Soundtrack                   |
| 2016                                                    | KABANERIOFTHEIRONFORTRESS / Warcry - Date de sortie : 8 octobre 2016 - Label : Aniplex (MD15-0194001) - Formats : Vinyle 7" | —                              | Kabaneri of the Iron Fortress: Original Soundtrack |
| "—" désigne les morceaux qui ne pouvaient être classés. | |                                |                                                    |

#### Autres productions et collaborations
| Année | Titre                                          | Artiste                    | Rôle(s)                                                                  | Album        |
| ----- | ---------------------------------------------- | -------------------------- | ------------------------------------------------------------------------ | ------------ |
| 2006  | Prelude -we are not alone-                     | Fumi Oto                   | Compositeur; arrangeur; piano                                            | –            |
| 2006  | Ima wo Dakishimete (今を抱きしめて)            | Hitomi Nabatame            | Compositeur; arrangeur                                                   | –            |
| 2008  | Umikara Hajimaru Monogatari (海から始まる物語) | Minami Kuribayashi         | Arrangeur                                                                | dream link   |
| 2013  | NEO FANTASIA                                   | Minori Chihara             | Compositeur; arrangeur                                                   | NEO FANTASIA |
| 2014  | RE:I AM                                        | Aimer                      | Compositeur; parolier; arrangeur; producteur; programmeur; piano         | Midnight Sun |
| 2014  | StarRingChild                                  | Aimer                      | Compositeur; parolier; arrangeur; producteur; programmeur; instrumentale | Midnight Sun |
| 2016  | ninelie                                        | Aimer avec chelly (EGOIST) | Compositeur; parolier; arrangeur; producteur; programmeur; instrumentale | daydream     |
| 2017  | Ah Yeah!! (produit par Hiroyuki Sawano)        | Sukima Switch              | Arrangeur; producteur                                                    | re:Action    |

### SawanoHiroyuki[nZk]

#### Albums

##### Albums originaux
| Année                                                   | Titre   | Détails de l'album | Meilleure position de l'Oricon | Interprète(s)                                               |
| ------------------------------------------------------- | ------- | --- | ------------------------------ | ----------------------------------------------------------- |
| 2014                                                    | UnChild | - Date de sortie : 25 juin 2014 - Labels : DefSTAR RECORDS (DFCL-2072) - Formats : CD, téléchargement numérique                            | 10                             | SawanoHiroyuki[nZk]:Aimer                                   |
| 2015                                                    | o1      | - Date de sortie : 9 septembre 2015 - Labels : SME Records (SECL-1755〜1757, SECL-1758/9) - Formats : CD, CD+DVD, téléchargement numérique | 7                              | SawanoHiroyuki[nZk]: - mizuki - mica - Gemie - Yosh - Aimer |
| "—" désigne les morceaux qui ne pouvaient être classés. |         | |                                |                                                             |

##### Compilations
| Année | Titre                     | Détails de l'album | Meilleure position de l'Oricon | Interprète(s) |
| ----- | ------------------------- | --- | ------------------------------ | --- |
| 2015  | BEST OF VOCAL WORKS [nZk] | - Date de sortie : 4 février 2015 - Labels : DefSTAR RECORDS (DFCL-2106) - Formats : CD, CD+DVD, téléchargement numérique | 6                              | SawanoHiroyuki[nZk]: - Mika Kobayashi - mpi - David Whitaker - Aimee Blackschleger - Cyua - CASG - Benjamin Anderson - Aimer - mizuki |

#### Singles
| Année                                                   | Titre | Interprète(s)                                         | Meilleure position de l'Oricon | Album   |
| ------------------------------------------------------- | --- | ----------------------------------------------------- | ------------------------------ | ------- |
| 2014                                                    | A/Z \| aLIEz - Date de sortie : 10 septembre 2014 - Labels : DefSTAR RECORDS (DFCL-2082, DFCL-2083/4) - Formats : CD, CD+DVD, téléchargement numérique        | SawanoHiroyuki[nZk]:mizuki                            | 9                              | o1      |
| 2015                                                    | &Z - Date de sortie : 4 février 2015 - Labels : DefSTAR RECORDS (DFCL-2107, DFCL-2108/9) - Formats : CD, téléchargement numérique                             | SawanoHiroyuki[nZk]:mizuki                            | 12                             | o1      |
| 2015                                                    | X.U. \| scaPEGoat - Date de sortie : 20 mai 2015 - Labels : DefSTAR RECORDS ( DFCL-2132, DFCL-2133/4) - Formats : CD, CD+DVD, téléchargement numérique        | SawanoHiroyuki[nZk]: - Gemie - Yosh - mica            | 10                             | o1      |
| 2016                                                    | Into the Sky EP - Date de sortie : 27 avril 2016 - Labels : SME Records (SECL-1890/1, SECL-1892, SECL-1893) - Formats : CD, CD+DVD, téléchargement numérique  | SawanoHiroyuki[nZk]: - Tielle - naNami - Aimer - mica | 6                              | À venir |
| 2017                                                    | gravityWall/shØut - Date de sortie : 28 juin 2017 - Labels : SACRA MUSIC (VVCL-1030/1, VVCL-1032, VVCL-1033) - Formats : CD, CD+DVD, téléchargement numérique | SawanoHiroyuki[nZk]: - Tielle - Gemie - mizuki        | 11                             | À venir |
| "—" désigne les morceaux qui ne pouvaient être classés. | |                                                       |                                |         |

#### Singles numériques
| Année | Titre                                                                             | Interprète(s)                         | Album   |
| ----- | --------------------------------------------------------------------------------- | ------------------------------------- | ------- |
| 2016  | CRYst-Alise - Date de sortie : 8 juillet 2016 - Labels : SME Records (SEXX-01248) | SawanoHiroyuki[nZk]: - Tielle - Yosh  | À venir |
| 2016  | e of s - Date de sortie : 30 décembre 2016 - Labels : SME Records (SEXX-01421)    | SawanoHiroyuki[nZk]: - mizuki - Aimer | À venir |

#### Clips
| Titre             | Réalisateur(s) | Production |
| ----------------- | -------------- | ---------- |
| A/Z               | TAKCOM         | OKNACK     |
| &Z                | Ryohei Shingu  | 19-juke-   |
| X.U. (short ver.) | maxilla        | maxilla    |
| scaPEGoat         | maxilla        | maxilla    |
| s-AVE             | Tatsunori Sato | 19-juke-   |

## Récompenses et nominations
| Année | Récompense                      | Catégorie                     | Nomination                               | Résultat  |
| ----- | ------------------------------- | ----------------------------- | ---------------------------------------- | --------- |
| 2006  | Television Drama Academy Awards | Récompense musicale           | Team Medical Dragon                      | Lauréat   |
| 2006  | Television Drama Academy Awards | Récompense musicale           | Taiyō no Uta                             | Lauréat   |
| 2013  | Newtype Anime Awards            | Bande originale               | L'Attaque des Titans                     | Lauréat   |
| 2014  | Tokyo Anime Award               | Meilleure musique             | Hiroyuki Sawano                          | Lauréat   |
| 2014  | Newtype Anime Awards            | Bande originale               | Kill la Kill                             | Lauréat   |
| 2014  | Newtype Anime Awards            | Bande originale               | Aldnoah.Zero                             | 6e place  |
| 2015  | Tokyo Anime Award               | Meilleure musique             | Hiroyuki Sawano                          | Lauréat   |
| 2015  | Annual Game Music Awards        | Outstanding Artist — Newcomer | Xenoblade Chronicles X                   | Lauréat   |
| 2015  | Japan Gold Disc Awards          | Animation Album of the Year   | Mobile Suit Gundam Unicorn Complete Best | Lauréat   |
| 2015  | Newtype Anime Awards            | Bande originale               | Aldnoah.Zero                             | Lauréat   |
| 2015  | Newtype Anime Awards            | Bande originale               | L'Attaque des Titans, le film            | 6e place  |
| 2015  | Newtype Anime Awards            | Chanson Thème                 | &Z                                       | 10e place |
| 2016  | Newtype Anime Awards            | Bande Originale               | Kabaneri of the Iron Fortress            | Lauréat   |
| 2017  | Tokyo Anime Award               | Meilleur son/performance      | Hiroyuki Sawano                          | Lauréat   |
| 2017  | Newtype Anime Awards            | Meilleure Bande Originale     | L'Attaque des Titans (saison 2)          | 5e place  |
| 2017  | Newtype Anime Awards            | Meilleure Bande Originale     | Re:Creators                              | 10e place |